# Клоково (Тверська область)
Клоково (рос. Клоково) — присілок в Торжоцькому районі Тверської області Російської Федерації.
Населення становить 52 особи. Входить до складу муніципального утворення Мирновське сільське поселення.

## Історія
Від 2005 року входить до складу муніципального утворення Мирновське сільське поселення.

## Населення
| 1884 | 1920 | 1997 | 2010 |
| ---- | ---- | ---- | ---- |
| 89   | ↗95  | ↘75  | ↘52  |